# Orthizema obscurum
Orthizema obscurum là một loài tò vò trong họ Ichneumonidae.